# 2037
Cette page concerne l'année 2037  du calendrier grégorien.
L'année 2037 est une année commune qui commence un jeudi.
C'est la 2037e année de notre ère, la 37e année du IIIe millénaire et du XXIe siècle et la 8e année de la décennie 2030-2039.

## Autres calendriers
L'année 2037 du calendrier grégorien correspond aux dates suivantes :
- Calendrier berbère : 2986 / 2987
- Calendrier hébraïque : 5797 / 5798
- Calendrier indien : 1958 / 1959
- Calendrier musulman : 1458 / 1459
- Calendrier persan : 1415 / 1416

## 2037 dans la fiction
- Dans le film La Machine à explorer le temps (de 2002), le voyageur temporel Alexander Hartdegen s'arrête en urgence le 26 août 2037 à la suite de secousses. Il découvre que New York est transformée en un champ de ruines à la suite des conséquences catastrophiques des forages sur la Lune. Après avoir été brièvement pris à partie par deux militaires, il réussit à réintégrer sa machine temporelle, mais repart inconscient dans un futur lointain et indéfini, arrivant finalement en l'an 802 701.